# サッカー赤道ギニア代表
サッカー赤道ギニア代表（サッカーせきどうギニアだいひょう）は、赤道ギニアサッカー連盟によって構成される、赤道ギニアのサッカーのナショナルチームである。ホームスタジアムは、首都・マラボにあるヌエボ・エスタディオ・デ・マラボ。

## 概要
2012年アフリカネイションズカップの開催国として大会に初出場し、1次リーグを2位で通過してベスト8の成績を収めた。2015年、当初は予選での不正により資格をはく奪されていたが、モロッコの開催返上により2015年アフリカネイションズカップの開催国となり、初のベスト4に進出した。また、これまでFIFAワールドカップには未出場である。

## 成績

### FIFAワールドカップ
| 開催国 / 年 | 結果                        | 開催国 / 年 | 結果                        |
| ----------- | --------------------------- | ----------- | --------------------------- |
| 1930        | FIFA非会員のため 参加できず | 1982        | FIFA非会員のため 参加できず |
| 1934        | FIFA非会員のため 参加できず | 1986        | 不参加                      |
| 1938        | FIFA非会員のため 参加できず | 1990        | 不参加                      |
| 1950        | FIFA非会員のため 参加できず | 1994        | 不参加                      |
| 1954        | FIFA非会員のため 参加できず | 1998        | 不参加                      |
| 1958        | FIFA非会員のため 参加できず | 2002        | 予選敗退                    |
| 1962        | FIFA非会員のため 参加できず | 2006        | 予選敗退                    |
| 1966        | FIFA非会員のため 参加できず | 2010        | 予選敗退                    |
| 1970        | FIFA非会員のため 参加できず | 2014        | 予選敗退                    |
| 1974        | FIFA非会員のため 参加できず | 2018        | 予選敗退                    |
| 1978        | FIFA非会員のため 参加できず | 2022        | 予選敗退                    |
| 合計        | 出場0回                     | 出場0回     | 出場0回                     |

### アフリカネイションズカップ
| 1957 | CAF非会員により 参加できず | 1988 | 棄権     | 2017 | 予選敗退 |
| 1959 | CAF非会員により 参加できず | 1990 | 予選敗退 | 2019 | 予選敗退 |
| 1962 | CAF非会員により 参加できず | 1992 | 不参加   | 2021 | ベスト8  |
| 1963 | CAF非会員により 参加できず | 1994 | 不参加   | 2023 | ベスト16 |
| 1965 | CAF非会員により 参加できず | 1996 | 棄権     |      |          |
| 1968 | CAF非会員により 参加できず | 1998 | 不参加   |      |          |
| 1970 | CAF非会員により 参加できず | 2000 | 不参加   |      |          |
| 1972 | CAF非会員により 参加できず | 2002 | 予選敗退 |      |          |
| 1974 | CAF非会員により 参加できず | 2004 | 予選敗退 |      |          |
| 1976 | CAF非会員により 参加できず | 2006 | 予選敗退 |      |          |
| 1978 | CAF非会員により 参加できず | 2008 | 予選敗退 |      |          |
| 1980 | CAF非会員により 参加できず | 2010 | 予選敗退 |      |          |
| 1982 | CAF非会員により 参加できず | 2012 | ベスト8  |      |          |
| 1984 | CAF非会員により 参加できず | 2013 | 予選敗退 |      |          |
| 1986 | 不参加                     | 2015 | 4位      |      |          |

## 歴代監督
- マヌエル・サンチス・マルティネス 1980
- フリオ・ラウール・ゴンザレス（英語版） 1989-1990
- ペドロ・マバーレ（英語版） 199?-1998
- オスカル・エンゴンガ（英語版） 2003
- アデル・アムルシェ（英語版） 2004
- アントニオ・ドゥマス（英語版） 2004-2006
- キケ・セティエン 2006
- ジョルダン・ジ・フレイタス（英語版） 2007-2008
- ビセンテ・エンゴンガ 2008-2009
- カルロス・ディアルテ（英語版） 2009-2010
- カスト・ノポ（英語版） 2010
- アンリ・ミシェル 2010
- カスト・ノポ（英語版） 2011
- ジウソン・パウロ（英語版） 2012
- アンドニ・ゴイコエチェア・オラスコアガ 2013-2014
- エステバン・ベッケル（英語版） 2015-2017
- カスト・ノポ（英語版） 2017
- フランク・デュマ（英語版） 2017-2018
- カスト・ノポ（英語版） 2018
- アンヘル・ロペス・ペレス（英語版） 2018-2019
- カスト・ノポ（英語版） 2019
- ダニ・ギンドス（英語版） 2019
- セバスチャン・ミニェ（英語版） 2019-2020
- カスト・ノポ（英語版） 2020
- フアン・ミチャ（英語版） 2020-

## 歴代選手
- フェリペ・オヴォノ（英語版）
- イバン・サランドーナ（英語版）
- エミリオ・エンスエ
- カルロス・アカポ
- ペピン
- ペドロ・オビアング
- ハビエル・バルボア